# Mode alternative
 (octobre 2021).
Si vous disposez d'ouvrages ou d'articles de référence ou si vous connaissez des sites web de qualité traitant du thème abordé ici, merci de compléter l'article en donnant les références utiles à sa vérifiabilité et en les liant à la section « Notes et références ».

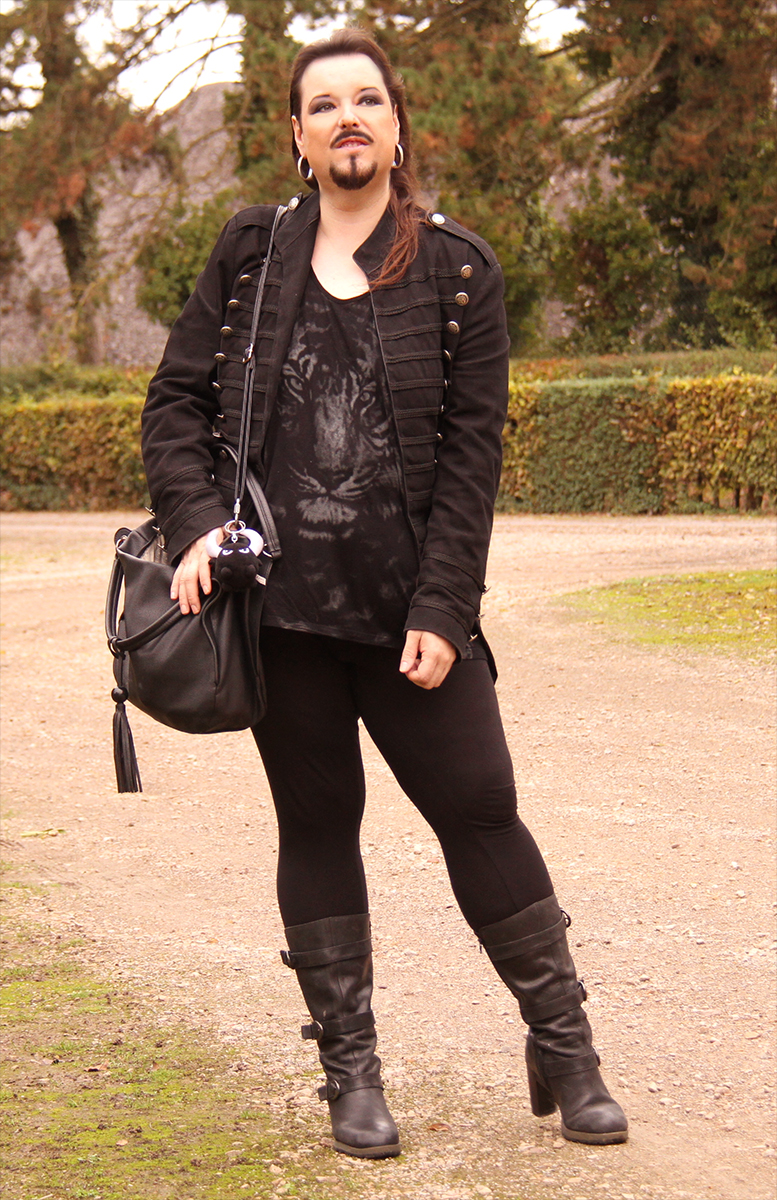
Homme, en style alternatif androgyne.

Une mode alternative est une mode ou un style vestimentaire qui s'est détaché du courant dominant commercial, à une certaine période. 
La mode alternative inclut les modes spécifiques de sous-cultures (mode gothique, hip-hop, heavy metal, etc) mais ne se limite pas à cela. En général, une mode alternative ne se conforme pas aux tendances du style grand public de l'époque.